# Episodi di The Orville (seconda stagione)
La seconda stagione della serie televisiva The Orville, composta da 14 episodi, è stata trasmessa in prima visione sul network Fox, dal 30 dicembre 2018 al 25 aprile 2019. In Italia la stagione è andata in onda su Fox, dal 10 gennaio al 2 maggio 2019.
| nº | Titolo originale                       | Titolo italiano                              | Prima TV USA     | Prima TV Italia  |
| -- | -------------------------------------- | -------------------------------------------- | ---------------- | ---------------- |
| 1  | Ja'loja                                | Ja'loja                                      | 30 dicembre 2018 | 10 gennaio 2019  |
| 2  | Primal Urges                           | Bisogni primordiali                          | 3 gennaio 2019   | 17 gennaio 2019  |
| 3  | Home                                   | Casa                                         | 10 gennaio 2019  | 24 gennaio 2019  |
| 4  | Nothing Left on Earth Excepting Fishes | Sulla Terra non resteranno altro che i pesci | 17 gennaio 2019  | 31 gennaio 2019  |
| 5  | All the World is Birthday Cake         | Tutto il mondo è una torta di compleanno     | 24 gennaio 2019  | 7 febbraio 2019  |
| 6  | A Happy Refrain                        | Gli algoritmi dell'amore                     | 31 gennaio 2019  | 14 febbraio 2019 |
| 7  | Deflectors                             | Scudi                                        | 14 febbraio 2019 | 21 febbraio 2019 |
| 8  | Identity, part 1                       | Identità, parte 1                            | 21 febbraio 2019 | 28 febbraio 2019 |
| 9  | Identity, part 2                       | Identità, parte 2                            | 28 febbraio 2019 | 7 marzo 2019     |
| 10 | Blood of Patriots                      | Il sangue dei patrioti                       | 7 marzo 2019     | 14 marzo 2019    |
| 11 | Lasting Impression                     | Indimenticabile                              | 21 marzo 2019    | 11 aprile 2019   |
| 12 | Sanctuary                              | Santuario                                    | 11 aprile 2019   | 18 aprile 2019   |
| 13 | Tomorrow And Tomorrow And Tomorrow     | Domani e domani e domani                     | 18 aprile 2019   | 25 aprile 2019   |
| 14 | The Road Not Taken                     | La strada mai intrapresa                     | 25 aprile 2019   | 2 maggio 2019    |

## Ja'loja
- Titolo originale: Ja'loja
- Diretto da: Seth MacFarlane
- Scritto da: Seth MacFarlane

### Trama
La USS Orville viaggia verso il pianeta Moclus per accompagnare Bortus alla annuale cerimonia del Ja'loja. Contemporaneamente il primo ufficiale Kelly Grayson inizia a frequentare il maestro Cassius, mettendo a dura prova il suo rapporto con il capitano Ed Mercer. Nel frattempo, il tenente Janel Tyler si unisce all'equipaggio come nuovo cartografo della nave spaziale e il figlio del dottor Finn, Marcus, inizia a farsi amico del ribelle James Duncan, creando problemi alla madre. Dopo che James e Marcus sono stati sorpresi a consumare vodka nel simulatore ambientale, i Duncan accusano Marcus di essere una cattiva influenza per il loro figlio. Durante una conferenza genitori-insegnanti, Isaac prova che James ha hackerato il simulatore di cibo e ha anche alterato i suoi registri accademici, poiché Marcus mantiene un livello di media più alto mentre i voti che James ha presentato ai suoi genitori non corrispondono alla prospettiva del suo insegnante. Grayson e Mercer si riconciliano, mentre Alara Kitan concede a Dann a malincuore un appuntamento al buio.
- Ascolti USA: 5680000[3]

## Bisogni primordiali
- Titolo originale: Primal Urges
- Diretto da: Kevin Hooks
- Scritto da: Wellesley Wild

### Trama
Mentre la Orville osserva Nyxia, un pianeta che sta per essere distrutto dalla sua stella rossa in espansione, Bortus, per evitare il suo compagno, Klyden, passa segretamente il tempo in un simulatore pornografico. Stufo, Klyden cerca di divorziare da Bortus attraverso l'usanza moclan di uccidere il coniuge. Ma Bortus sopravvive, e per evitare che Klyden venga perseguito, accetta con il compagno di sottoporsi a consulenza matrimoniale con la dott. Finn.
Più tardi, la Orville inizia un'operazione di salvataggio dopo aver scoperto dell'esistenza di 75 sopravvissuti sotto la superficie di Nyxia. Nel frattempo un virus informatico delle simulazioni pornografiche di Bortus infetta i computer della nave, ostacolando il salvataggio. Bortus e Isaac riescono comunque a salvare 30 persone. Il virus informatico, che ora controlla il timone della nave, guida la Orville verso la stella. Isaac riesce a neutralizzare il virus, salvando l'equipaggio della astronave.
In seguito, il capitano Mercer rimprovera Bortus  per il simulatore, ma elogianodolo allo stesso tempo per il suo ruolo nel salvataggio degli abitanti di Nyxian.
- Ascolti USA: 2082000[4]

## Casa
- Titolo originale: Home
- Diretto da: Jon Cassar
- Scritto da: Cherry Chevapravatdumrong

### Trama
Quando Isaac rompe l'avambraccio di Alara durante una sfida a braccio di ferro, quest'ultima scopre che il suo corpo sta lentamente perdendo la sua forza sovrumana a causa della gravità terrestre. Su raccomandazione della dott. Finn, la ragazza ritorna sul suo pianeta natale, Xelaya, per recuperare la forza.
Durante la convalescenza a casa dei suoi genitori, i vecchi conflitti familiari riemergono, ma si interrompono quando due nuovi vicini si presentano in cerca di vendetta contro il padre scienziato di Alara, Ildis, che incolpano per il suicidio del loro figlio. Alara riesce a eliminare gli intrusi, salvando i suoi genitori e la sorella.
Nel frattempo, la dott. Finn sviluppa un trattamento che permetterà ad Alara di mantenere la sua forza fisica; ma nonostante ciò quest'ultima sceglie di rimanere su Xelaya per rimanere con la sua famiglia, salutando l'equipaggio della Orville.
- Ascolti USA: 3060000[5]

## Sulla Terra non resteranno altro che i pesci
- Titolo originale: Nothing Left on Earth Excepting Fishes
- Diretto da: Jon Cassar
- Scritto da: Brannon Braga e Andre Bormanis

### Trama
Dopo aver fatto rivelato all'equipaggio della loro storia d'amore, il Capitano Mercer e Janel Tyler partono per un breve viaggio insieme. Mentre sono in viaggio, i Krill catturano la loro navetta. Janel viene torturata, costringendo Ed a divulgare i suoi (finti) codici di comando; ma presto scopre che la compagna è in realtà Teleya, l'insegnante Krill che Ed aveva conosciuto durante una precedente missione. Travestita da umana, si offrì volontaria per catturare un capitano dell'Unione per vendicare la morte di suo fratello e dei suoi compagni.
Nel corso del rapimento, un'altra specie attacca la nave Krill e Teleya e Ed usano una capsula di salvataggio e atterrano su un pianeta vicino. Teleya, sensibile agli effetti della luce solare, si affida a Ed per coordinare un salvataggio. Intanto sulla Orville, Kelly mette in dubbio il movente di Gordon nel sostenere il test di avanzamento di carriera per diventare Comandante.
Ed riesce a segnalare la propria posizione alla sua astronave, facendo salvare anche la Krill. Nonostante i pareri contrari dei suoi ufficiali, Ed rilascia Teleya come mezzo per aprire relazioni diplomatiche con la sua razza xenofoba. Lei lo avverte che i Krill non negozieranno mai, poiché tutte le altre specie umanoidi sono considerate sacrificabili e inferiori esseri senz'anima.
- Ascolti USA: 3010000[6]

## Tutto il mondo è una torta di compleanno
- Titolo originale: All the World Is Birthday Cake
- Diretto da: Robert Duncan McNeill
- Scritto da: Seth MacFarlane

### Trama
La Orville rileva un segnale da Regor 2, un pianeta alla ricerca di altre forme di vita nell'universo. I regoriani danno il benvenuto a Ed, Kelly, Claire, Bortus e al nuovo capo della sicurezza, Talla Keyali. Tuttavia, quando si viene a sapere che sia Kelly che Bortus stanno per compiere gli anni, le autorità locali li denunciano come "Giliacs", persone predisposte alla violenza, ed entrambi vengono immediatamente mandati in un campo di internamento per Giliac.
Claire deduce che la cultura del nuovo pianeta si basa sull'astrologia, e che il Giliac rappresenta un segno astrologico, e che quelli nati sotto di esso sono considerati potenzialmente violenti. Talla ipotizza correttamente l'origine di questa credenza: una stella nella costellazione di Giliac è collassata in un buco nero millenni prima e la scomparsa di essa è stata interpretata come un cattivo presagio.
Dopo aver appreso della notizia, John dispiega un riflettore solare che simula la stella quando vista dal pianeta. Con l'apparente rinascita della stella, i Giliacs non vengono più considerati intrinsecamente pericolosi, e Kelly e Bortus vengono rilasciati, anziché giustiziati.
- Ascolti USA: 3180000[7]

## Gli algoritmi dell'amore
- Titolo originale: A Happy Refrain
- Diretto da: Seth MacFarlane
- Scritto da: Seth MacFarlane

### Trama
Claire sviluppa sentimenti romantici nei confronti di Isaac e cerca di inizia una relazione con lui; ma Isaac considera ciò solo un'opportunità per studiare le relazioni romantiche umane, non essendo in grado di provare emozioni.
Nel frattempo, Bortus segue il suggerimento di Gordon di farsi crescere i baffi, nonostante Klyden e la maggior parte dell'equipaggio non approvi il suo nuovo look. Isaac inizialmente ha difficoltà a relazionarsi con Claire. Il robot decide così di utilizzare il simulatore ambientale per crearsi un aspetto "umano", così che lui e Claire possano diventare fisicamente intimi.
Poco dopo, Isaac scoinvolge Claire ponendo fine alla relazione, affermando di aver concluso le proprie ricerche. Sul ponte di comando, l'equipaggio si scaglia contro Isaac per il suo comportamento, spingendo quest'ultimo a scusarsi con Claire. Parlando con Ed, l'intelligenza artificiale rivela di provare sentimenti nei confronti della dottoressa.
- Ascolti USA: 3110000[8]

## Scudi
- Titolo originale: Deflectors
- Diretto da: Seth MacFarlane
- Scritto da: David A. Goodman

### Trama
La Orville si reca a Moclus per installare i nuovi deflettori rigenerativi. L'ex fidanzato di Bortus, Locar, uno stimato ingegnere Moclan, supervisiona l'installazione. Durante la permanenza a bordo Locar si innamora di Keyali, rivelando a quest'ultima che nel suo pianeta prediligere le femmine ai maschi è un grave crimine; e perciò accetta di mantenere segreta la loro relazione. Più tardi Locar scompare misteriosamente dalla nave mentre si trovava a bordo del simulatore ambientale, i filmati di videosorveglianza risultano manomessi e mostrano una figura offuscata digitalmente che lo uccide. Le prove puntano a Klyden, che dichiara la sua innocenza e la volontà di denunciare Locar ai funzionari di Moclan.
Bortus rivela a Keyali che era a conoscenza del segreto di Locar, nonostante non lo avesse mai denunciato. La loro conversazione porta Keyali a sospettare che Locar abbia inscenato il suo omicidio alterando il registro del simulatore e incastrando Klyden. Durante una ricerca a bordo, Keyali trova il Moclan nascosto a bordo di un'astronave, Locar rifiuta di chiedere asilo a bordo della Orville ma esprime la sua volontà di fare ritorno a Moclus per il suo processo, così da proteggere la sua famiglia dalle rappresaglie. Klyden in seguito esprime gratitudine a Keyali per averlo assolto, ma lei con rabbia lo incolpa per il destino certo di Locar.
Kelly termina la sua relazione con Cassius, che chiede un trasferimento su un'altra nave.
- Ascolti USA: 3070000[9]

## Identità, parte 1
- Titolo originale: Identity
- Diretto da: Jon Cassar
- Scritto da: Brannon Braga e Andre Bormanis

### Trama
Dopo che Isaac si spegne senza un apparente motivo, la Orville si reca nel suo pianeta di origine, Kaylon 1, sperando di poter risolvere il malfunzionamento. Il Capitano Mercer vuole inoltre sapere se i Kaylon aderiranno all'Unione Planetaria. Questi ultimi spiegano che Isaac è stato disattivato perché la sua missione a bordo della Orville era stata completata. Riattivato, Isaac informa l'equipaggio che rimarra su Kaylon 1. Prima della partenza, l'equipaggio della Orville organizza una festa d'addio a sorpresa per lui. Mentre i Kaylon continuano a temporeggiare sulla decisione dell'adesione all'Unione, gli scanner della Orville rilevano armi di grandi dimensioni sull'intera superficie del pianeta.
Durante la ricerca di Isaac sul pianeta, il figlio del Dr. Finn, Ty, scopre accidentalmente una delle tante camere sotterranee contenenti miliardi di scheletri umani. I Kaylon rivelano di aver sterminato i loro creatori biologici in passato e che la vera missione di Isaac a bordo della Orville era valutare se le specie biologiche dell'Unione Planetaria meritassero di essere preservate. I Kaylon, con la necessità di espandere la loro popolazione oltre Kaylon 1, decidono che la coesistenza con le specie dell'Unione non è possibile. Prendono con forza il controllo della Orville e si dirigono verso la Terra, scortati da una flotta di potenti armi.
- Ascolti USA: 3050000[10]

## Identità, parte 2
- Titolo originale: Identity, part II
- Diretto da: Jon Cassar
- Scritto da: Seth MacFarlane

### Trama
La Orville, accompagnata dalla vasta flotta dei Kaylon e sotto il loro controllo, si dirige verso la Terra con l'intento di sterminare ogni forma di vita biologica, mentre l'equipaggio dell'astronave è intrappolato nell'hangar. Yaphit si sposta attraverso i condotti di aerazione per recuperare un'arma, permettendo a Bortus di eliminare due guardie Kaylon. Nel frattempo, Kelly e Gordon riescono a fuggire su una navicella per tentare di stringere un'alleanza temporanea con i Krill.
Successivamente, Yaphit e Ty riescono a trasmettere un segnale di allarme alla Terra, ma vengono scoperti: Yaphit viene stordito e Ty catturato. Kelly e Gordon, inseguiti da una nave Kaylon, raggiungono lo spazio Krill e chiedono il loro aiuto. Intanto, Kaylon Primario, sospettoso della lealtà di Isaac, gli ordina di uccidere Ty. Isaac, tuttavia, uccide il Primario e disattiva tutti i Kaylon a bordo della Orville, incluso se stesso, grazie a un impulso elettromagnetico.
L'equipaggio riprende il controllo della nave e si unisce alla battaglia in corso, ma le forze dell'Unione sono in svantaggio. L'arrivo dei rinforzi Krill costringe i Kaylon alla ritirata. Dopo che Yaphit riesce a rianimare Isaac, l'ammiraglio Halsey informa Mercer e Kelly che il Consiglio dell'Unione dovrà decidere se disattivare Isaac in via definitiva. Tuttavia, Mercer e Kelly sostengono che Isaac non rappresenta una minaccia, e Halsey acconsente a lasciarlo a bordo della Orville. Isaac si riconcilia con la dottoressa Finn e accetta che non potrà mai più rivedere il suo pianeta d'origine.
- Ascolti USA: 3150000[11]